# Polystepha symmetrica
Polystepha symmetrica är en tvåvingeart som först beskrevs av Osten Sacken 1862.  Polystepha symmetrica ingår i släktet Polystepha och familjen gallmyggor.
Artens utbredningsområde är District of Columbia. Inga underarter finns listade i Catalogue of Life.